# La Sauvetat (Gers)
La Sauvetat (gaskognisch La Sauvedat) ist eine französische Gemeinde mit 418 Einwohnern (Stand 1. Januar 2022) im Département Gers in der Region Okzitanien; sie gehört zum Arrondissement Condom  und zum Gemeindeverband Lomagne Gersoise. Die Bewohner nennen sich Sauvetois/Sauvetoises.

## Geografie
La Sauvetat liegt rund 24 Kilometer nordnordwestlich der Stadt Auch im Norden des Départements Gers. Die Gemeinde besteht aus dem Dorf La Sauvetat, den Weilern Empeyron,  Guiraud und Menjoulet sowie Einzelgehöften. Sie liegt abseits bedeutender Verkehrswege an der D654. 

## Geschichte
La Sauvetat liegt in der Lomagne, die im Mittelalter eine Vizegrafschaft war. Der Ort gehörte von 1793 bis 1801 zum District Lectoure, zudem war er von 1793 bis 1801 Hauptort des Kantons La Sauvetat. Danach lag La Sauvetat von 1801 bis 2015 im Wahlkreis (Kanton) Fleurance. Die Gemeinde war von 1801 bis 1926 dem Arrondissement Lectoure zugeteilt. Dieses wurde 1926 aufgelöst und die Gemeinde Teil des Arrondissements Condom.

## Bevölkerungsentwicklung
| Jahr                       | 1962 | 1968 | 1975 | 1982 | 1990 | 1999 | 2006 | 2014 | 2020 |
| Einwohner                  | 556  | 497  | 436  | 357  | 342  | 335  | 361  | 350  | 408  |
| Quellen: Cassini und INSEE |      |      |      |      |      |      |      |      |      |

## Sehenswürdigkeiten
- Kirche Saint-Nicolas
- Kapelle von Larroumiac
- Denkmal für die Gefallenen[1]
- Schloss Château de Sérillac mit Kapelle, Monument historique seit 2002[2]

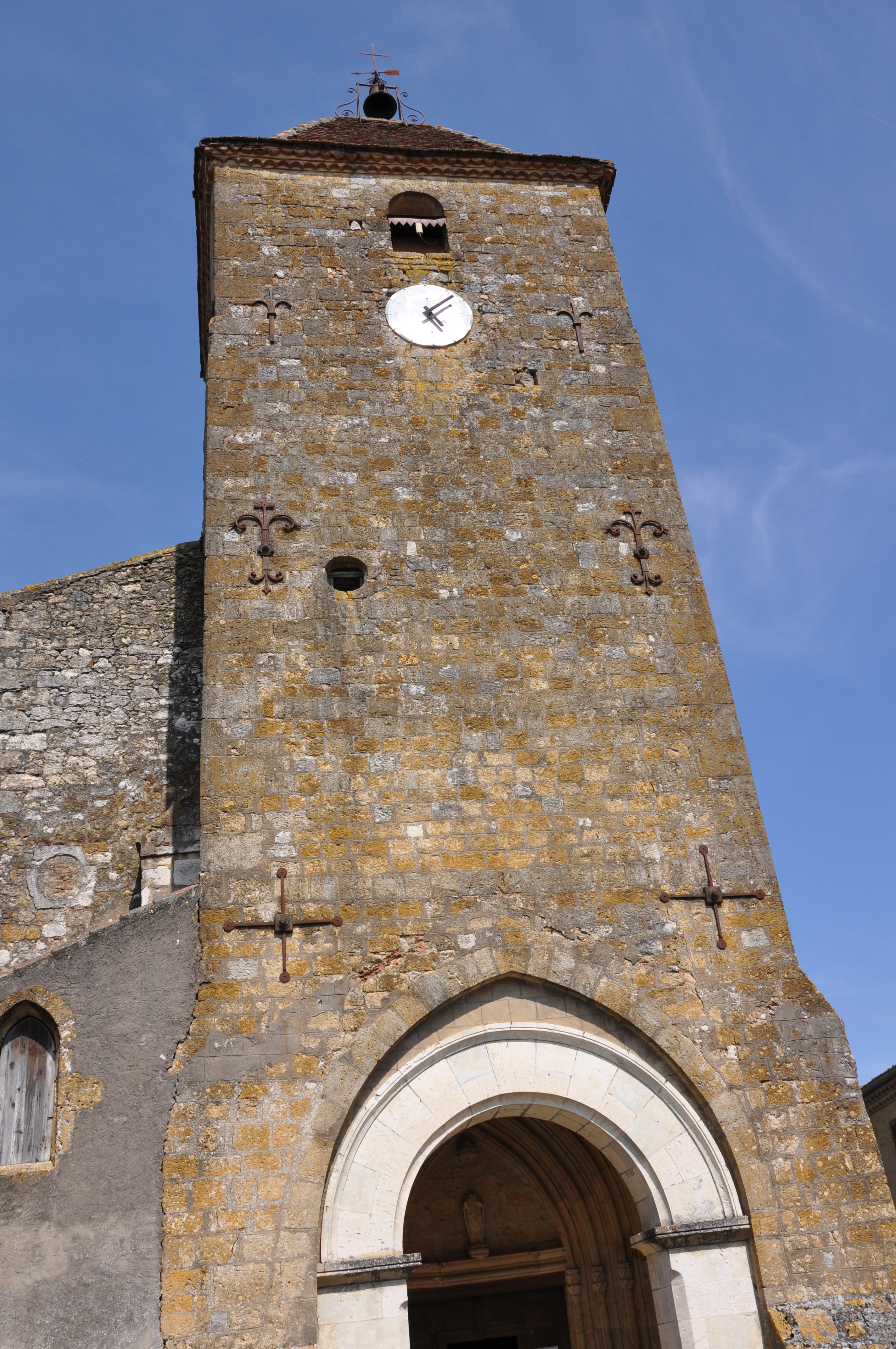
Turm der Kirche Saint-Nicolas

- Lavoir (Waschhaus)
- mehrere Wegkreuze